# Alex Piorkowski
Alex Bernhard Piorkowski (ur. 11 października 1904, zm. 22 października 1948 w Landsberg am Lech) – zbrodniarz hitlerowski, komendant obozu koncentracyjnego Dachau i SS-Sturmbannführer.

## Życiorys
Urodził się w Bremie. Członek NSDAP (nr legitymacji partyjnej 161437) i SS (nr identyfikacyjny 8737). Służbę w obozach koncentracyjnych rozpoczął w 1937 roku w Sachsenburgu. W 1938 roku Piorkowskiego przeniesiono do Lichtenburga. Służbę w Dachau rozpoczął 1 grudnia 1938, początkowo jako kierownik obozu (Schutzhaftlagerführer). Od 1 września 1939 do 31 sierpnia 1942 roku pełnił funkcję komendanta obozu w Dachau. Piorkowski odpowiadał za zbrodnie popełnione w tym okresie na terenie obozu m.in. za eksterminację ok. 8 tysięcy jeńców radzieckich, eksperymenty pseudomedyczne i nakładanie okrutnych kar na więźniów. Nowo przybyłych więźniów Piorkowski zwykł witać słowami „Tu są żywi, ale już umarli...”
Piorkowski po zakończeniu wojny został osądzony w dniach 6–17 stycznia 1947 roku przez amerykański Trybunał Wojskowy wraz ze swoim adiutantem Heinzem Detmersem. Za swoje zbrodnie skazany został na karę śmierci przez powieszenie. Wyrok wykonano w październiku 1948 roku w więzieniu Landsberg.